# Hamadan (tỉnh)
Tỉnh Hamedan (tiếng Ba Tư: استان همدان, Ostān e-Hamadan) là một trong 31 tỉnh của Iran. Trung tâm của tỉnh là thành phố Hamedan. Tỉnh Hamedan bao gồm diện tích 19.546 km ². Trong năm 1996, Hamedan tỉnh có dân số khoảng 1,7 triệu người.
Các thành phố lớn khác của tỉnh Hamedan là: Toyserkan, Nahavand, Malayer, Asad Abad, Bahar, Razan, Kabudrahang.
Tỉnh nằm trong một khu vực cao, với núi Alvand chạy từ phía tây bắc đến tây nam. Đây là một phần của dãy núi Zagros của Iran.
Hamedan có khí hậu mùa hè ôn đới ấm áp và mùa đông tương đối lạnh.
Huyện Malayer quận có dân số khoảng 310.000 người, huyện Nahavand có dân số 200.000 người, huyện Hamadan có dân số 700.000 nghìn người, Tooserkan và Asadabad từng có một dân số khoảng 150.000, Kabutare ahang, Razan, và Bahar từng có mức dân số từ 120.000 - 140.000 người. Tiếng Kurd, tiếng Azerbaijan, Luri, và tiếng Ba Tư là các ngôn ngữ phổ biến của tỉnh Hamadan, nơi tiếng Azerbaijan là phổ biến hơn ở khu vực phía bắc và phía đông và người Kurd chủ yếu ở phía tây. Trong các bộ phận trung tâm likeHamadan County và các bộ phận của Tooserkan, tiếng Ba Tư là phổ biến hơn. Tiếng Luri được nói ở các phần phía Nam của đất nước Malayer và tất cả các Nahavand.
Theo kết quả điều tra năm 1997, dân số của tỉnh là 1.677.957. Dựa trên số liệu thống kê chính thức của năm 1997, dân số của thành phố và Hamadan quận là 563.444 người dân. Trong huyện Hamadan (mà chủ yếu bao gồm thành phố Hamadan), 80% của người dân xác định ngôn ngữ của họ là tiếng Ba Tư, 12% Azeri và 8% tiếng Luri, tiếng Kurd và Laki. 